# Tacsonia
Tacsonia je rod iz porodice Passifloraceae.
Vrsta iz ovog roda je Tacsonia hieronymi, a status ostalih 16 vrsta nije riješen.